# Вашковский, Анатолий Васильевич
Анатолий Васильевич Вашковский — российский учёный в области радиотехники и электроники, доктор физико-математических наук, профессор, лауреат Государственной премии СССР (1988).
Родился 19.12.1931.
Работал в Фрязинском филиале Института радиотехники и электроники им. В. А. Котельникова АН СССР (РАН), с 1955 по 2002 год заведующий лабораторией исследования СВЧ свойств ферромагнетиков, в 2002—2012 гг. главный научный сотрудник этой лаборатории.
В 1963 г. вместе с доктором физико-математических наук Яковом Абрамовичем Моносовым открыл ранее не известное явление, заключающееся в том, что при определенном уровне СВЧ-поля ферромагнитный кристалл начинает излучать электромагнитные колебания широкого спектра с максимумом интенсивности вблизи частоты, равной половине частоты накачки.
На основе этого открытия они создали более десяти изобретений в сфере радиолокации, часть которых была запатентована за границей (в том числе устройство для возбуждения электромагнитных колебаний в феррите, способ возбуждения спиновых колебаний в ферромагнитных кристаллах СВЧ и др.).
Автор и соавтор более 200 научных работ.
Доктор физико-математических наук (1972), профессор. Докторская диссертация:
- Нестабильность магнитостатических волн в феррите : диссертация … доктора физико-математических наук : 01.00.00. — Москва, 1971. — 257 с. : ил.

Лауреат Государственной премии СССР (1988) — за разработку научных основ спиноволновой электроники СВЧ.
Заслуженный деятель науки РФ (19.02.2001).
Сочинения:
- Магнитостатические волны в электронике сверхвысоких частот : [Учеб. пособие для студентов физ. спец. ун-тов] / А. В. Вашковский, В. С. Стальмахов, Ю. П. Шараевский; Сарат. гос. ун-т им. Н. Г. Чернышевского. - Саратов : Изд-во Сарат. ун-та, 1993 (1994). - 310,[1] с. : ил.; 21 см.; ISBN 5-292-00650-5